# ریکیاویک
ریِکیاویک پایتخت کشور ایسلند و بزرگ‌ترین شهر این کشور و شمالی‌ترین پایتخت جهان است. جمعیت ریکیاویک در حدود ۱۲۳ هزار نفر است (با احتساب حومه یعنی ناحیه پایتختی ریکیاویک جمعیت آن به ۲۱۷ هزار نفر بالغ می‌شود). ریکیاویک در جنوب غربی ایسلند، در ساحل جنوبی خلیج فاکسا واقع شده‌است. این شهر مرکز فعالیت‌های فرهنگی، اقتصادی و دولتی ایسلند و یک مقصد گردشگری محبوب است.
باور بر این است که ریکیاویک نخستین محل سکونت دائمی است که در ایسلند برپا شد. این سکونتگاه در ۸۷۴ میلادی بنا شد اما تا سده نوزدهم هیچ توسعه شهری در محل آن انجام نشد. ریکیاویک به عنوان یک شهر تجاری در سال ۱۷۸۶ تأسیس شد و طی دهه‌های آینده به‌طور پیوسته رشد کرد و به مرکز ملی بازرگانی، جمعیتی و فعالیت‌های دولتی تبدیل شد. ریکیاویک یکی از پاک‌ترین، سبزترین و امن‌ترین شهرهای جهان است.

## جغرافیا
شهر ریکیاویک شمالی‌ترین پایتخت جهان است و در مدار'۰۸°۶۴ شمالی قرار گرفته که با مدار قطبی (در'۳۳°۶۶ شمالی) فاصله چندانی ندارد. این شهر در زمستان تنها چهار ساعت در روز نور خورشید دارد و شب‌های تابستانی آن به روشنی روز هستند. مردم محلی برای این شهر لقب Stærsta smáborg í heimi را بکار می‌برند که معنی آن می‌شود «بزرگ‌ترین شهر کوچک دنیا».
ریکیاویک ۴۰ درصد جمعیت ایسلند را در خود جا داده‌است. منطقه ریکیاویک بزرگ دربرگیرنده شش شهرداری دیگر به نام‌های زیر است:
- آلفتانس: Álftanes) ۱٬۸۷۶)
- گارذابایر: ۸٬۸۶۳ (Garðabær)
- هافنارفیورذور: ۲۱٬۱۹۰ (Hafnarfjörður)
- کوپافوگور: ۲۵٬۲۹۱ (Kópavogur)
- موسفلس‌بایر: ۶٬۵۷۳ (Mosfellsbær)
- سلتیارنارنس: ۴٬۵۶۶ (Seltjarnarnes)

## تاریخ
نخستین سکونت‌گاه دائمی مردم نوردیک در ریکیاویک بدست شخصی به نام اینگولفور آرنارسون در حدود ۸۷۰ پایه‌ریزی شد.
این آگاهی در کتابی ایسلندی به نام لاندنامابوک (Landnámabók به معنی کتاب اقامت) پیدا شده‌است.
از آبگرم‌های منطقه ریکیاویک بخارهایی به هوا بلند می‌شود و همین موضوع باعث نامگذاری آن از سوی نخستین ساکنان شد زیرا واژه ریکیاویک به معنی «خلیج بخار» است.
این شهر در سال ۸۷۴ پس از میلاد توسط اینگولفور آرنارسون، وایکینگ نروژی که به همراه خانواده و دام‌هایش در این منطقه ساکن شدند، تأسیس شد.
برای قرن‌ها، ریکیاویک یک سکونتگاه کوچک باقی ماند که عمدتاً از مزارع و دهکده‌های ماهیگیری تشکیل شده بود. تا قرن ۱۸ بود که این شهر به عنوان مرکز تجارت و بازرگانی شروع به رشد و توسعه کرد.
در سال ۱۷۸۶، پس از ایجاد یک مرکز اداری توسط دولت دانمارک، ریکیاویک پایتخت رسمی ایسلند شد. با این حال، تا اوایل قرن بیستم بود که ریکیاویک به صورت جدی شروع به مدرن شدن و شهرنشینی کرد.
در طول جنگ جهانی دوم، ایسلند توسط نیروهای بریتانیایی و سپس آمریکایی اشغال شد که منجر به رونق چشمگیری در اقتصاد و زیرساخت‌های این کشور شد. این دوره از رونق به تبدیل ریکیاویک به شهری پر رونق با ساختمان‌ها، جاده‌ها و تأسیسات عمومی جدید کمک کرد.
در سال ۱۹۴۴، ایسلند استقلال خود را از دانمارک به دست آورد و ریکیاویک به عنوان مرکز سیاسی، فرهنگی و اقتصادی کشور به رشد و توسعه ادامه داد. امروزه، این شهر پرجنب‌وجوش و بین‌المللی است که به‌خاطر ترکیب منحصربه‌فردی از فرهنگ سنتی ایسلندی و امکانات مدرن شناخته شده‌است.
مکان جالب:
- کلیسای هالگریم
- پرلان
- موزه آربایر
- دره لاگاردالور (دره چشمه داغ)

## نگاره‌ها

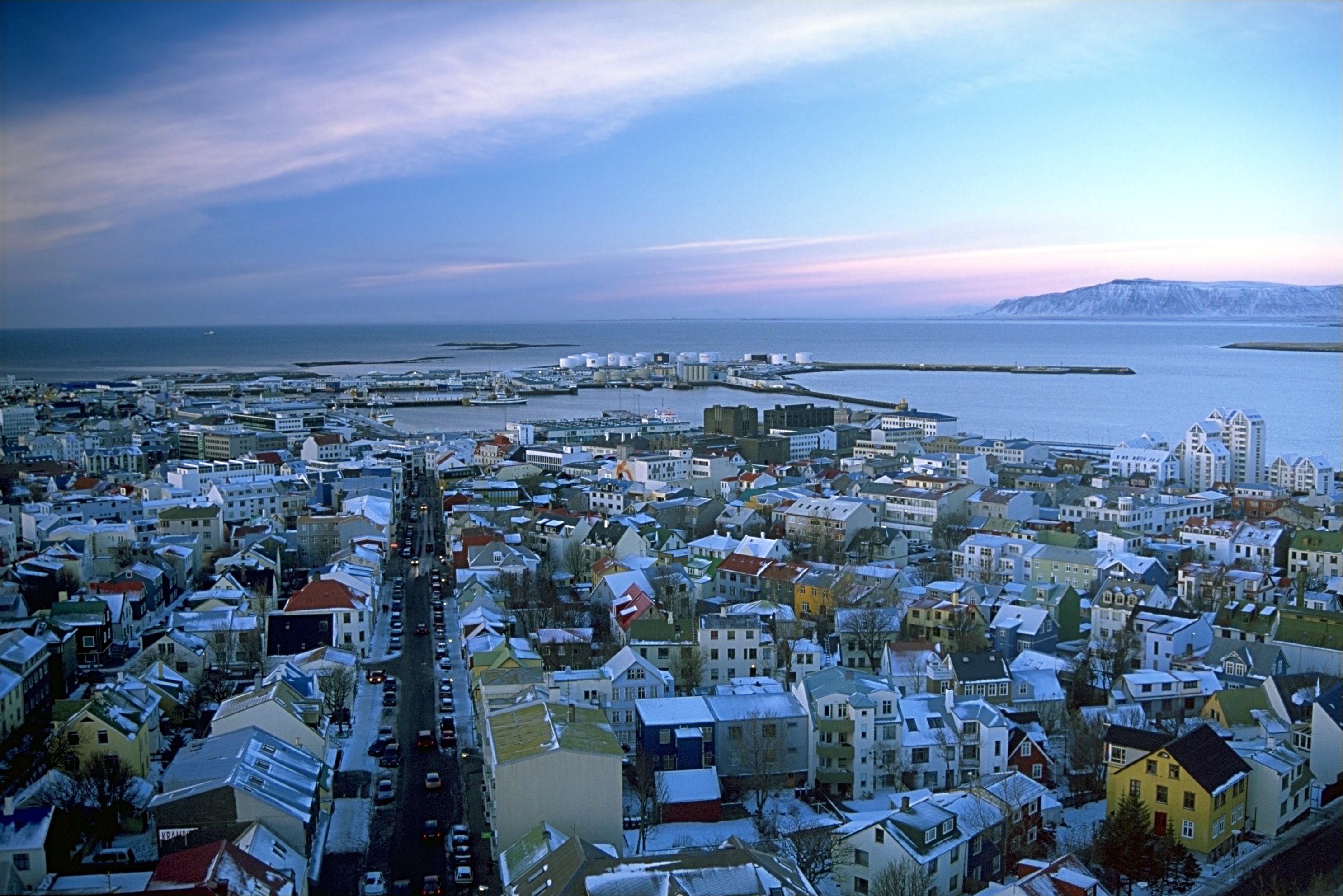
کلیسای هالگریم، ریکیاویک
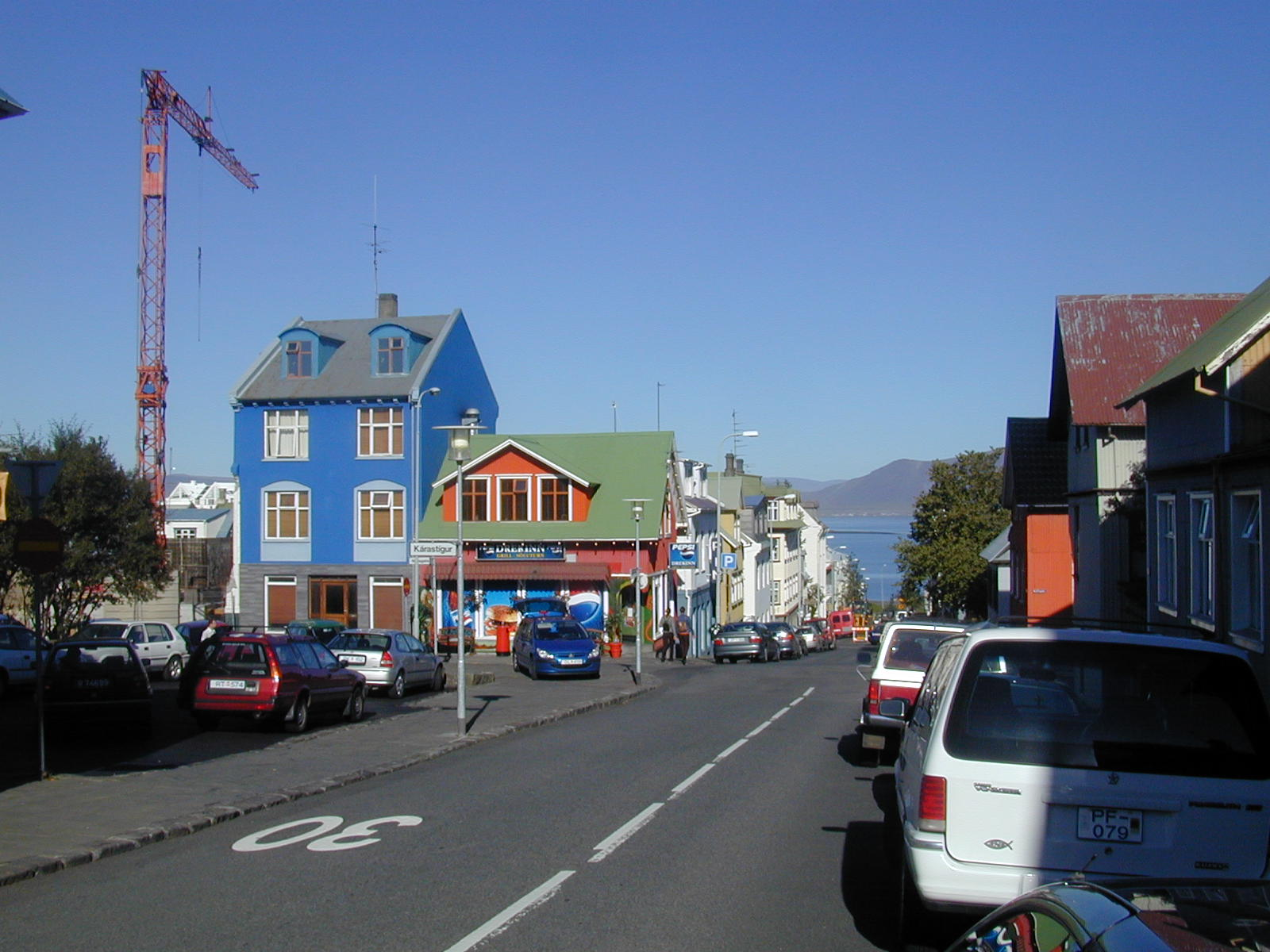
خیابانی در ریکیاویک
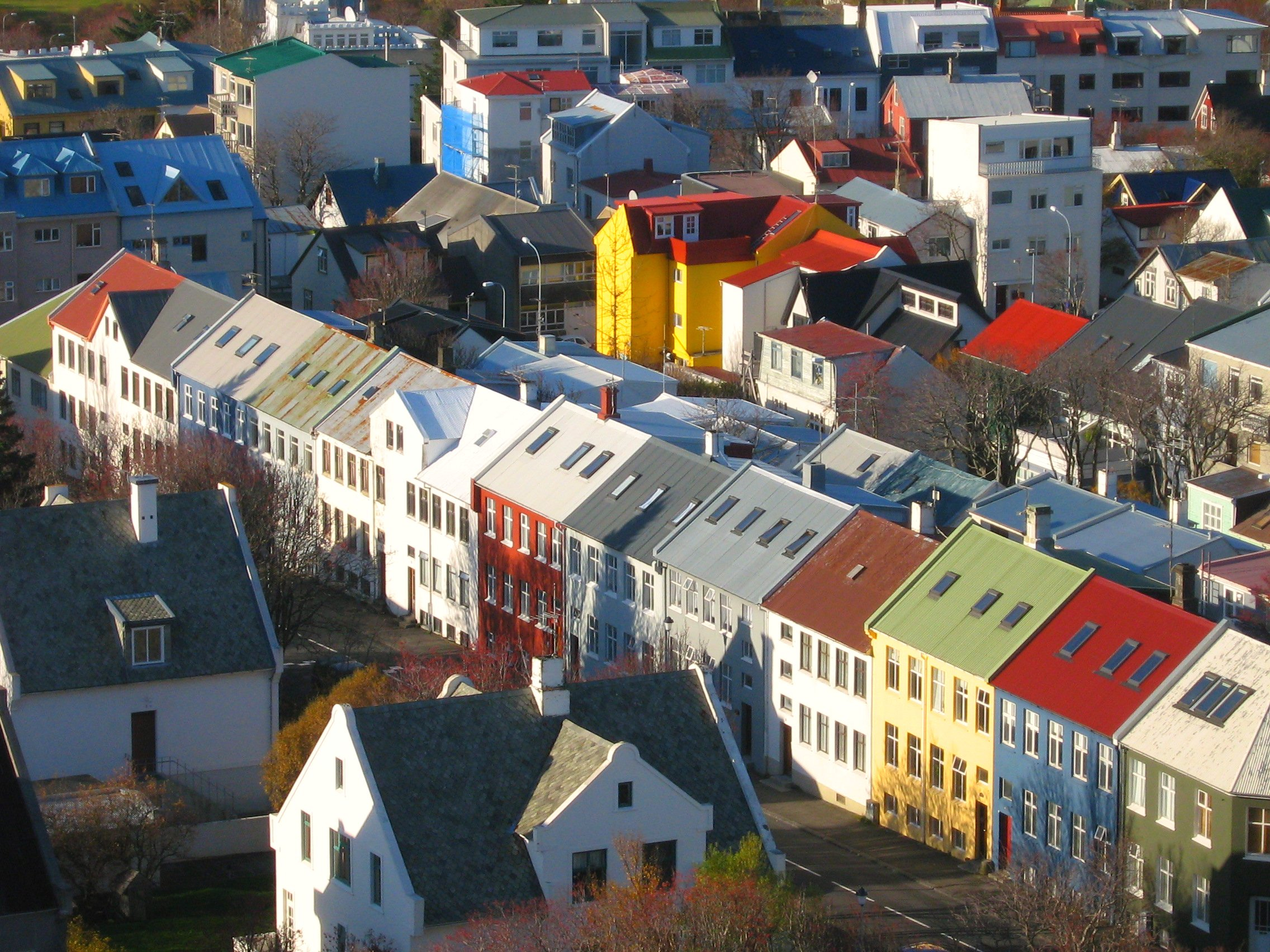
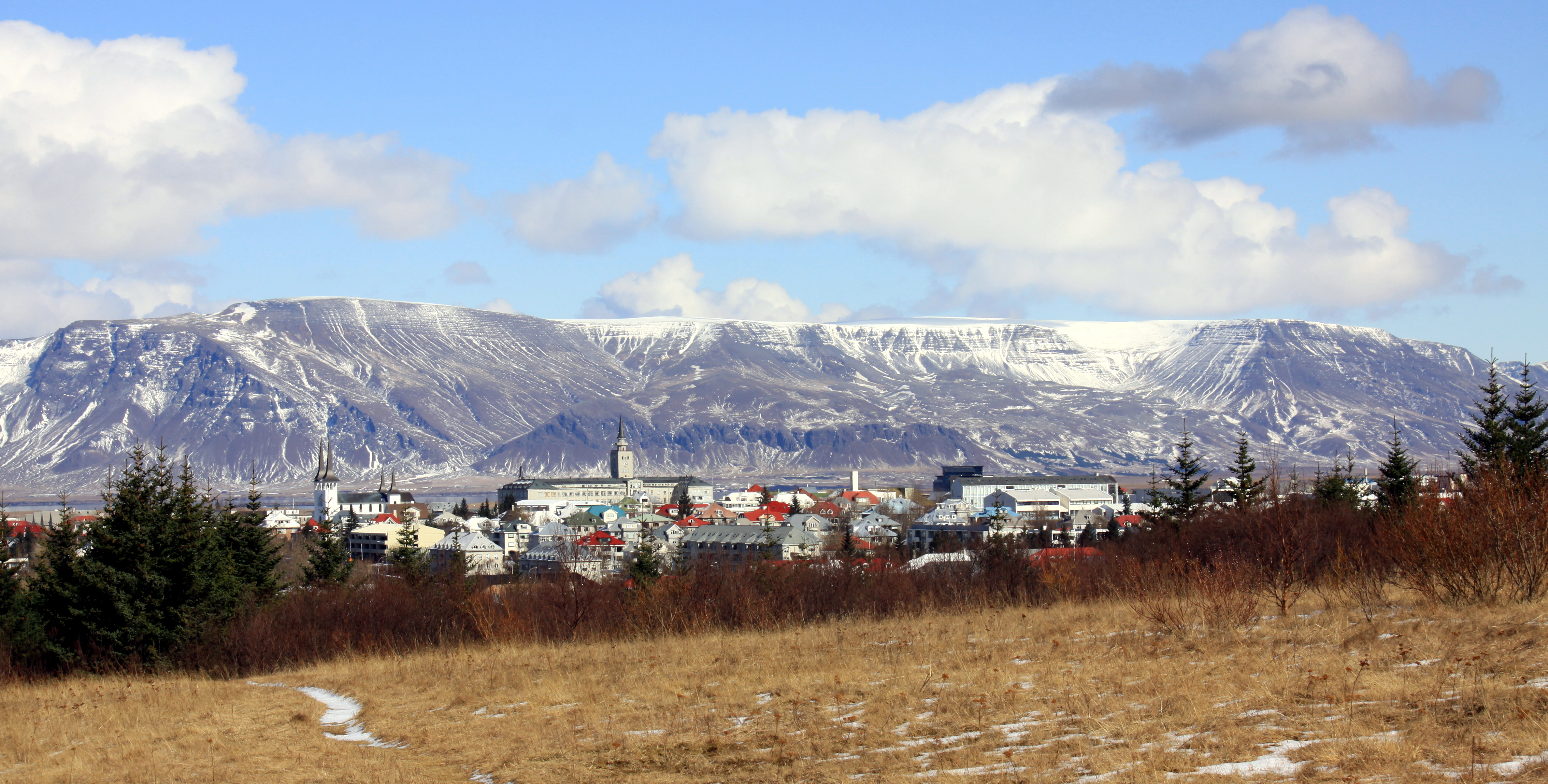